# الشماسنة (ملحان)

تعديل مصدري - تعديل

الشماسنة هي إحدى قرى عزلة الشماسنة بمديرية ملحان التابعة لمحافظة المحويت، بلغ تعداد سكانها 1560 نسمة حسب تعداد اليمن لعام 2004.